# 江蘇大劇院
江蘇大劇院是位於中國江蘇省南京市建鄴區夢都大街181號的劇院，2012年12月奠基，2014年12月開始主體建設。於2017年8月5日正式投入運營，占地面積19.66萬平方米，總建築面積27.14萬平方米，是中國最大的現代大劇院和亚洲最大的剧院综合体。2018年6月，江蘇大劇院被江蘇省住房城鄉建設廳評為2017年江蘇省建築業新技術應用示范项目。2019年12月10日，江蘇大劇院獲得2018-2019年中國建設工程最高獎項魯班獎。

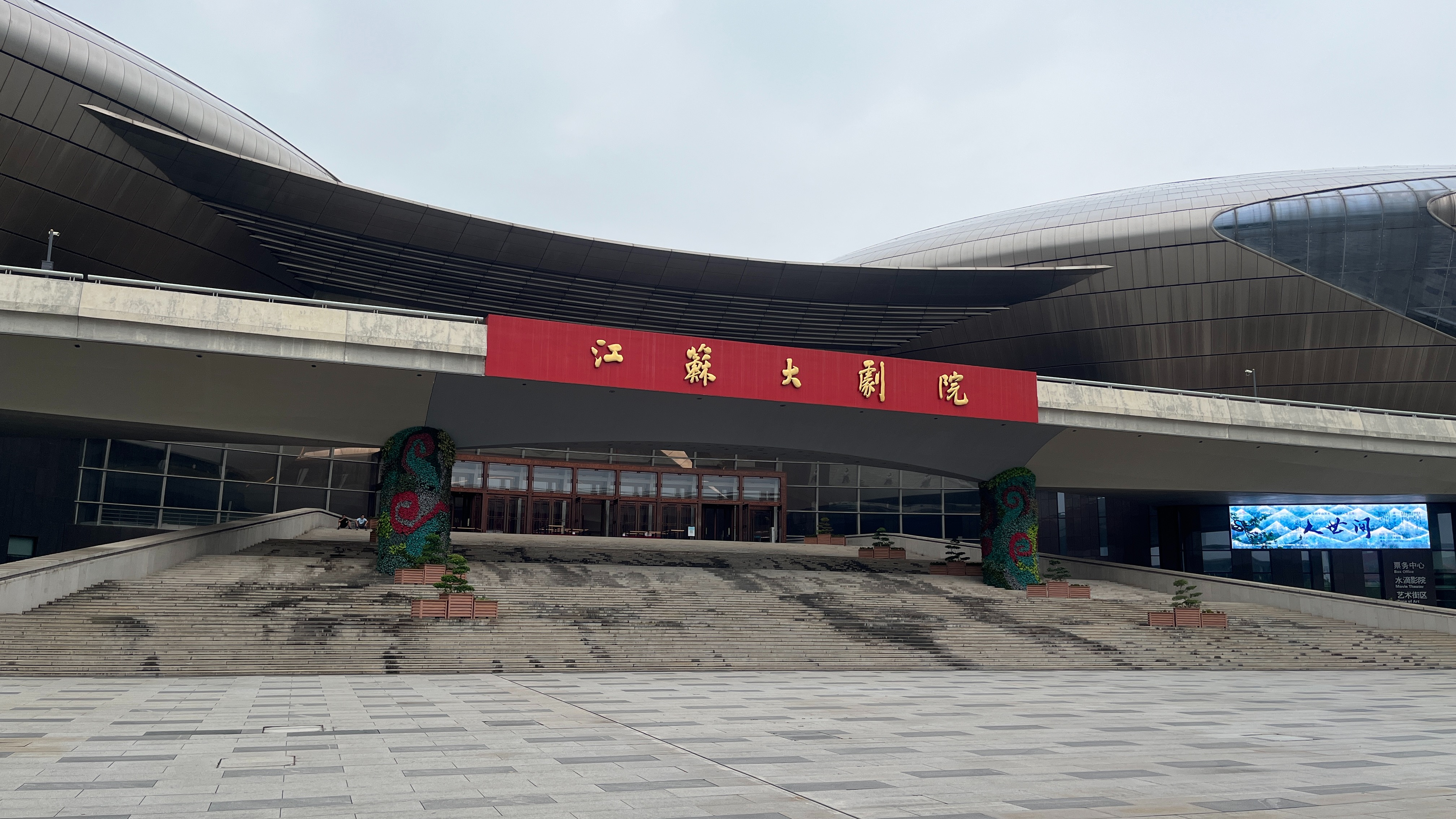
南京江苏大剧院前面广场